# Mantisalca
Mantisalca és un gènere de plantes amb flor de la família Asteraceae. Són plantes herbàcies i menudes, similars als cards. Es coneixen popularment amb el nom de cabeçudes.